# Jostia
Jostia, ou melhor ainda Iostia, é um género botânico pertencente à família das orquídeas (Orchidaceae).